# E-gold
e-gold est une e-devise (devise en or numérique) fondée en 1996 et disparue en 2009. C'est aussi le nom de la compagnie qui a exploité cette monnaie. Son ambition était de mettre en place une monnaie mondiale alternative convertible en or par Gold & Silver Reserve Inc. L'e-devise e-gold était à 100 % convertible en tout temps et garantie sur de l'or physique stocké dans différentes places.

## Principe
La mission première de e-gold est de faciliter les paiements, en or, entre deux titulaires d'un compte e-gold. La deuxième fonction est d'offrir un nouveau moyen de paiement sur Internet (pour les achats de biens et de services en ligne). Une fois la transaction faite, l'or change de propriétaire, même si physiquement les lingots d'or garantissant l'e-devise restent à la même place.
Pour alimenter son compte e-gold, il est nécessaire de recourir à un échangeur destiné à l'arbitrage de cette e-devise. e-gold collecte 1 % des transactions effectuées via son service.

## Histoire
e-gold est créé en novembre 1996 par e-gold Ltd, société fondée par Douglas Jackson et basée à Niévès. Douglas Jackson est alors oncologiste. Il pense qu'un système monétaire basé sur l'or a plus d'attrait dans le cadre d'échanges internationaux, et se dévoue alors, le soir, à la programmation d'un logiciel consacré à cette idée. Lancé quelques mois plus tard, le site e-gold.com propose des virements basés sur une monnaie internationale, indépendante d'un État, et basée sur l'or. Le service permet également d'ouvrir des comptes anonymement. Son fondateur est alors convaincu de changer le monde de la finance à tout jamais.
En novembre 2000, e-gold a opéré un total d'1 million de transactions, et compte 20 employés. En 2001, le nombre de clients passe à 288 000 avec un dépôt total de 16 millions de dollars. En 2003, e-gold améliore ses performances serveur face à la croissance d'utilisateurs, mais une attaque d'hameçonnage (phishing) provoque le vol de nombreux comptes utilisateurs, une faille qui sera complètement corrigée fin 2004.
En 2005, e-gold compte 3,5 millions d'utilisateurs dans 165 pays, et se place second derrière Paypal dans les solutions de transfert d'argent par internet.
Dès 2003, le FBI s'intéresse à e-gold dans le cadre de son enquête sur le site de pirates informatiques Shadowcrew. Les feds découvrent qu'e-gold est l'un des services de transfert d'argent préférés des pirates. En octobre 2004, la justice américaine évince Shadowcrew et se tourne ensuite vers le cas e-gold qui ne s'est pas enregistré auprès du Financial Crimes Enforcement Network (FinCEN). En décembre 2005, lors de l'opération Goldwire, le FBI saisit tous les actifs d'e-gold aux États-Unis. C'est à ce moment-là que Douglas Jackson s'est rendu compte de l'instrumentalisation de son système à des fins illicites. Il commence alors à collaborer avec les autorités pour démontrer sa bonne foi et permet le démantèlement de nombreux réseaux internationaux de vols de cartes bancaires,.
En janvier 2007, les réserves des émetteurs de devises en or numérique étaient de 9,5 tonnes d'or. En avril 2007, la justice américaine se retourne cependant contre Douglas Jackson pour blanchiment d'argent, complot et absence de licence pour un service de transfert d'argent, accusant le système e-gold d'avoir permis un nombre incalculable d'opérations frauduleuses,.
En 2009, Douglas Jackson est condamné à 36 mois de liberté conditionnelle, dont 6 mois en résidence surveillée après avoir plaidé coupable aux chefs d'inculpation suivants : blanchiment d'argent et opérer une activité illégale de transfert d'argent. Il écope également de 300 heures de travaux d'intérêt général, d'une amende de 1,2 million dollar à régler à la justice américaine, couplée d'une amende de 300 000 dollars. Douglas Jackson aligne alors e-gold sur les exigences du Trésor américain pour le légaliser.